# Роджано Гравина
Роджа̀но Гравѝна (на италиански: Roggiano Gravina) е градче и община в Южна Италия, провинция Козенца, регион Калабрия. Разположено е на 260 m надморска височина. Населението на общината е 7347 души (към 2012 г.).